# Юзеф Каетан Оссолінський
Юзеф Каетан Оссолінський (пол. Józef Kajetan Ossoliński; 1758 — 15 квітня 1834) — державний і військовий діяч Речі Посполитої і царства Польського в складі Російської імперії.

## Життєпис
Походив з польського магнатського роду Оссолінських гербу Топор, старшої гілки. Другий син графа Александра Мацея Оссолінського, мечника великого литовського, та його другої дружини Бенедикти Антоніни де Левендаль. Народився 1758 року. Здобув освіту разом зі своїм братом Яном Онуфрієм у родині родича — графа Францішека Грохольського. Згодом з метою додаткової освіти здійснив з братом поїздку Францією, Італією та Іспанією.
Повернувшись на батьківщину, приєднався до просвітницького гуртка Станіслава II Августа, а також став членом «патріотичної партії» Міхала Казимира Огінського.
1781 року отримав староство сандомирське. 1780 року обирається від Дорогочинської землі Троцького воєводства послом (депутатом) на сейм. 1782 року став кавалером Ордену Святого Станіслава. Того ж року обирається від Сандомирського воєводства послом на сейм. 1788 рокуобирається від Бельської землі Підляського воєводства послом на сейм. Був членом конфедерації Чотирирічного сейму.
1790 року був призначений каштеляном підляським і став сенатором Речі Посполитої. 2 травня 1791 року підписав документ, у якому зобов'язувався підтримати проєкт Конституції 3 травня. У 1792 році після приєднання короля Станіслава II Августа до Тарговицької конфедерації разом із кількома послами з Підляшшя приєднався до конфедерації. У 1794 році під час повстання Костюшка надавав матеріальну підтримку повстанцям, а його брат Ян Онуфрій сформував власним коштом батальйон. Після поразки повсталих і третього поділу Речі Посполитої у 1795 році відійшов від політики.
1815 року після ліквідації Великого герцогства Варшавського був одним із ініціаторів створення Царства Польського у складі Російської імперії. У 1822—1824 роках обіймав посаду сенатора-каштеляна Царства Польського. За цим відійшов відполітичних справ. Помер 1834 року у Варшаві.

## Власність
Був власником маєтків Рудки, Старої Усі та Чернякова (Варшавський повіт), Гродзіськ, Семені та Рейовець у Люблінському воєводстві. Викупив у Ледоховських родовий маєток Оссолін. У Рейовеці збудував уніатську церкву та палац для своєї доньки Констанції.
Уславився як колекціонер та фундатор першої публічної приватної художньої галереї у палаці «на Тшекацьких» у Варшаві (було відкрито 3 червня 1814 року), де знаходилися витвори мистецтва, куплені королем Станіславом II Августом. Після смерті Юзефа Каетана галерею закрили, а її колекцію виставили на аукціон через сімейні розбіжності.

## Родина
1. Дружина (з 1760 року) — була Тереза Міончинська 
дітей не було
2. Дружина (з 1781 року) — Марія Барбара Залесська
Діти:
- Констанція (1783—1868), дружина графа Томаша Лубенського
- Віктор Максиміліан (1790—1860), граф, ад'ютант князя Юзефа Понятовського

3. Дружина (з 1802 року) — Катаржина Грабенська
Діти:
- Войцех Ґжегож (1796—1842)